# Martha Laurijsen
Martha ("Marty") Johanna Petronella Laurijsen, nizozemska veslačica, * 15. april 1954, Utrecht.
Laurijsenova je za Nizozemsko nastopila na Poletnih olimpijskih igrah 1984 v Los Angelesu, kjer je v osmercu, osvojila bronasto medaljo.